# Yeading FC
Yeading FC was een Engelse voetbalclub uit Yeading, Hillingdon, Londen.
De geschiedenis van de club gaat terug tot 1960, toen er een jeugdclub opgericht werd in Yeading. Maar er was ook een Victoriaans amateurteam dat in de jaren 20 opgericht werd zodat de geschiedenis van de club eigenlijk teruggaat tot in de 19de eeuw. Sinds 1965 heet de club Yeading FC. Tot de jaren 80 bleef de club een jeugdclub en mocht toen pas starten met een seniorenafdeling en sloot zich aan bij de Spartan League in 1984 en drie jaar later bij de Isthmian League. In 1990 werd met de FA Vase de eerste trofee binnen gehaald, datzelfde seizoen werd ook de titel in de competitie behaald waardoor de club voor het eerst kon promoveren naar de Premier Division, in 1998 degradeerde de club.
Het duurde tot 2004 alvorens Yeading kon terugkeren naar de Premier Division. Op 5 december 2004 speelde de club de derde ronde van de FA Cup nadat eerder de Londense derby tegen Brentford FC gewonnen werd. Tegenstander was eersteklasser Newcastle United. Het gemiddelde toeschouwersaantal van 137 van Yeading contrasteerde nogal met dat van Newcastle die er 52000 hebben. Men dacht dat het stadion van Yeading te klein zou zijn en er werd beslist om te spelen op Loftus Road, het stadion van QPR dat een capaciteit had van 19000, er kwamen uiteindelijk 10824 toeschouwers opdagen. Na een scoreloze eerste helft hoopte de club op een stunt maar Newcastle kon uiteindelijk toch nog twee keer scoren. Dat seizoen werd wel de Isthmian League gewonnen zodat Yeading kon promoveren naar de Conference South.
Op 28 oktober 2006 speelde de club in de eerste ronde van de FA Cup tegen tweevoudig Europacup I winnaar Nottingham Forest (al speelde de club op dat moment wel in de 3de klasse (League One), maar Nottingham liet niets aan het toeval over en verpletterde de Londense club met 5-0.
Op 18 mei 2007 maakte de club bekend dat het zou fuseren met Hayes FC dat ook in de Conference South speelde en dat normaal zou degraderen dat seizoen. De nieuwe club zal verder spelen in de Conference South als Hayes & Yeading United FC